# Orlando Magic 1997-1998
La stagione NBA 1997-1998 fu la 9ª stagione della storia degli Orlando Magic che si concluse con un record di 41 vittorie e 41 sconfitte nella regular season, il 5º posto nell'Atlantic Division e il 10º posto della Eastern Conference.
La squadra non riuscì a qualificarsi per i playoff del 1998.

## Draft
| Giro | Scelta | Giocatore                         | Posizione   | Nazionalità | Università/Club |
| ---- | ------ | --------------------------------- | ----------- | ----------- | --------------- |
| 1    | 17     | Johnny Taylor                     | ala piccola | Stati Uniti | Chattanooga     |
| 2    | 47     | Eric Washington (ceduto a Denver) | guardia     | Stati Uniti | Alabama         |

## Regular season
| Squadra            | V  | P  | %    | GB |
| ------------------ | -- | -- | ---- | -- |
| Miami Heat         | 55 | 27 | 67,1 | -  |
| New York Knicks    | 43 | 39 | 52,4 | 12 |
| New Jersey Nets    | 43 | 39 | 52,4 | 12 |
| Washington Wizards | 42 | 40 | 51,2 | 13 |
| Orlando Magic      | 41 | 41 | 50,0 | 14 |
| Boston Celtics     | 36 | 46 | 43,9 | 19 |
| Philadelphia 76ers | 31 | 51 | 37,8 | 24 |

## Play-off
Non qualificata

## Roster
| N° | Naz.                   | Ruolo | Sportivo          | Anno | Alt. | Peso |
| -- | ---------------------- | ----- | ----------------- | ---- | ---- | ---- |
| 1  | Stati Uniti (bandiera) | GA    | Anfernee Hardaway | 1971 | 201  | 88   |
| 2  | Stati Uniti (bandiera) | A     | David Benoit      | 1968 | 203  | 100  |
| 2  | Stati Uniti (bandiera) | G     | Vernon Maxwell    | 1965 | 193  | 82   |
| 3  | Stati Uniti (bandiera) | G     | Kevin Ollie       | 1972 | 193  | 88   |
| 4  | Stati Uniti (bandiera) | C     | Rony Seikaly      | 1965 | 211  | 104  |
| 4  | Stati Uniti (bandiera) | G     | Spud Webb         | 1963 | 168  | 60   |
| 5  | Stati Uniti (bandiera) | G     | Mark Price        | 1964 | 183  | 77   |
| 5  | Stati Uniti (bandiera) | A     | Donald Royal      | 1966 | 203  | 95   |
| 8  | Stati Uniti (bandiera) | C     | Jason Lawson      | 1974 | 211  | 109  |
| 9  | Stati Uniti (bandiera) | AC    | Tim Kempton       | 1964 | 208  | 111  |
| 10 | Stati Uniti (bandiera) | G     | Darrell Armstrong | 1968 | 183  | 77   |
| 12 | Stati Uniti (bandiera) | G     | Derek Harper      | 1961 | 193  | 88   |
| 17 | Stati Uniti (bandiera) | A     | Johnny Taylor     | 1974 | 206  | 100  |
| 20 | Stati Uniti (bandiera) | G     | Kevin Edwards     | 1965 | 191  | 86   |
| 21 | Stati Uniti (bandiera) | GA    | Gerald Wilkins    | 1963 | 198  | 84   |
| 24 | Stati Uniti (bandiera) | C     | Danny Schayes     | 1959 | 211  | 107  |
| 25 | Stati Uniti (bandiera) | GA    | Nick Anderson     | 1968 | 198  | 93   |
| 30 | Stati Uniti (bandiera) | G     | Carl Thomas       | 1969 | 193  | 79   |
| 33 | Stati Uniti (bandiera) | A     | Derek Strong      | 1968 | 203  | 100  |
| 34 | Stati Uniti (bandiera) | A     | Brian Evans       | 1973 | 203  | 100  |
| 45 | Stati Uniti (bandiera) | A     | Bo Outlaw         | 1971 | 203  | 95   |
| 54 | Stati Uniti (bandiera) | AC    | Horace Grant      | 1965 | 208  | 98   |

## Staff tecnico
- Allenatore: Chuck Daly
- Vice-allenatori: Tree Rollins, Tom Sterner, Brendan Suhr

### Arrivi/partenze
Mercato e scambi avvenuti durante la stagione:
Arrivi
| N° | Naz.                   | Ruolo | Sportivo      |  | Alt. |  |
| -- | ---------------------- | ----- | ------------- |  | ---- |  |
| 2  | Stati Uniti (bandiera) | AP    | David Benoit  |  |      |  |
| 15 | Stati Uniti (bandiera) | G     | Kevin Ollie   |  |      |  |
| 20 | Stati Uniti (bandiera) | G     | Kevin Edwards |  |      |  |
| 30 | Stati Uniti (bandiera) | G     | Carl Thomas   |  |      |  |

Partenze
| N° | Naz.                   | Ruolo | Sportivo       |  | Alt. |  |
| -- | ---------------------- | ----- | -------------- |  | ---- |  |
| 2  | Stati Uniti (bandiera) | G     | Vernon Maxwell |  |      |  |
| 4  | Stati Uniti (bandiera) | C     | Rony Seikaly   |  |      |  |
| 5  | Stati Uniti (bandiera) | AP    | Donald Royal   |  |      |  |
| 9  | Stati Uniti (bandiera) | AG    | Tim Kempton    |  |      |  |
| 30 | Stati Uniti (bandiera) | G     | Carl Thomas    |  |      |  |
|    | Stati Uniti (bandiera) | AP    | Brian Evans    |  |      |  |